# Lambrate
Lambrate (lombardisch Lambraa [ˌlɑ̃ːˈbrɑ:]) ist ein Stadtteil der norditalienischen Großstadt Mailand. Er befindet sich im Nordosten der Stadt und gehört zum 3. Stadtbezirk.

## Geschichte
Die Ursprünge des nach dem Flüsschen Lambro benannten Dorfes sind unbekannt. Es wurde erstmals im Jahre 1346 erwähnt und gehörte damals zum Pfarrbezirk San Donato.
Zur Gemeinde Lambrate gehörten ab 1757 die Orte Casoretto, Cassina Trivulza, Cavriano und La Rosa.
1808 wurde Lambrate nach einem Dekret Napoleon Bonapartes mit anderen Vororten in die Stadt Mailand eingemeindet. Mit der Wiederherstellung der österreichischen Herrschaft wurde die Gemeinde 1816 erneut selbstständig.
Im Jahre 1841 wurden die aufgelösten Gemeinden Casa Nuova und San Gregorio Vecchio nach Lambrate eingemeindet.
Zur Zeit der Gründung des Königreichs Italien (1861) zählte die Gemeinde 1621 Einwohner.
Wegen des immer stärkeren demografischen Zuwachses der Mailänder Vororte (die Gemeinde Lambrate hatte mit ihren Ortsteilen laut Zensus von 1921 8171 Einwohner) entschloss sich die neugewählte faschistische Regierung im Jahr 1923, das sogenannte Grande Milano („Groß-Mailand“) zu gründen, das mit dem Königlichen Dekret Nr. 1912 vom 2. September in Kraft trat. Seitdem gehört Lambrate zu Mailand.

## Bilder

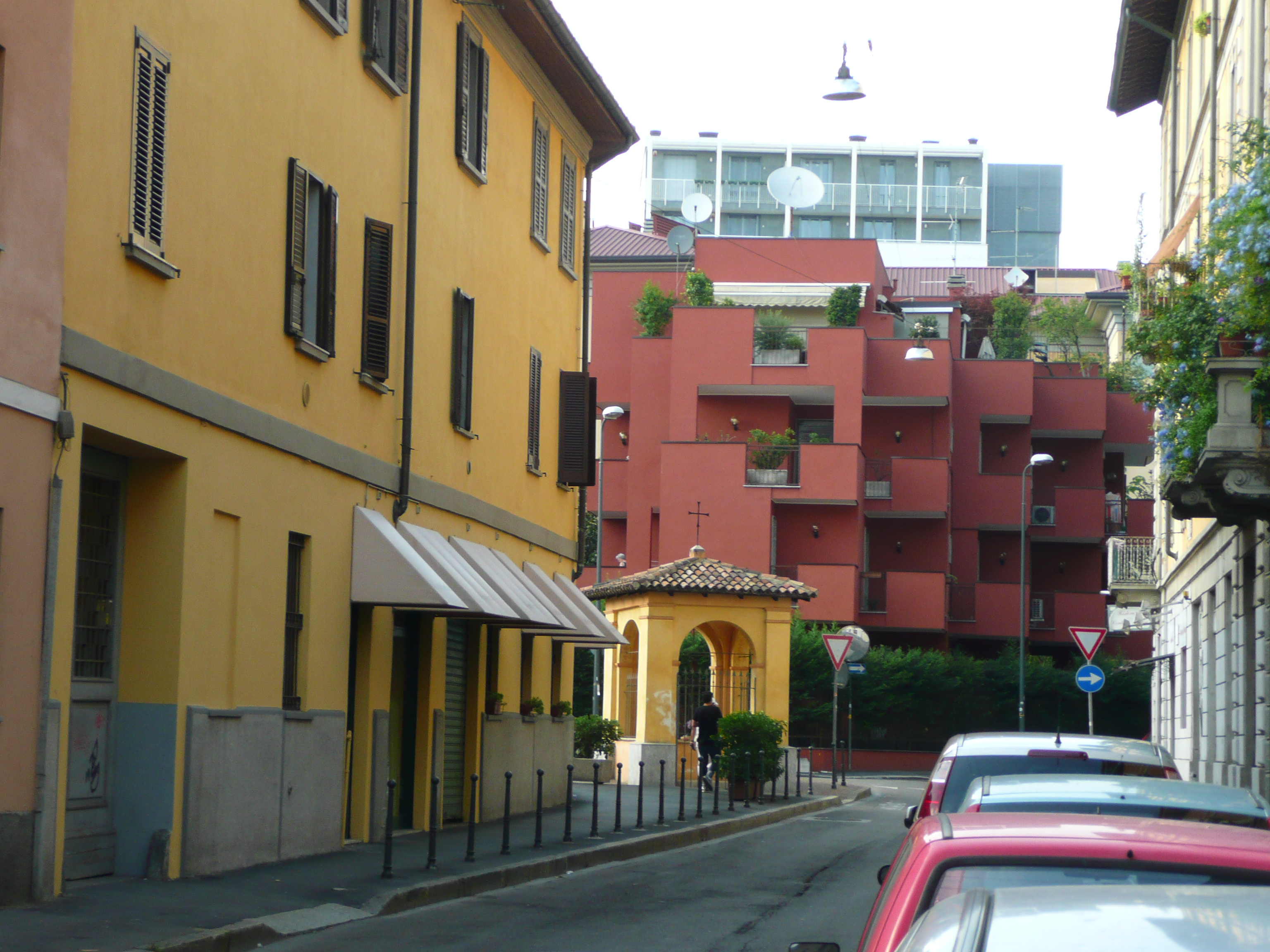
Im alten Dorfkern von Lambrate
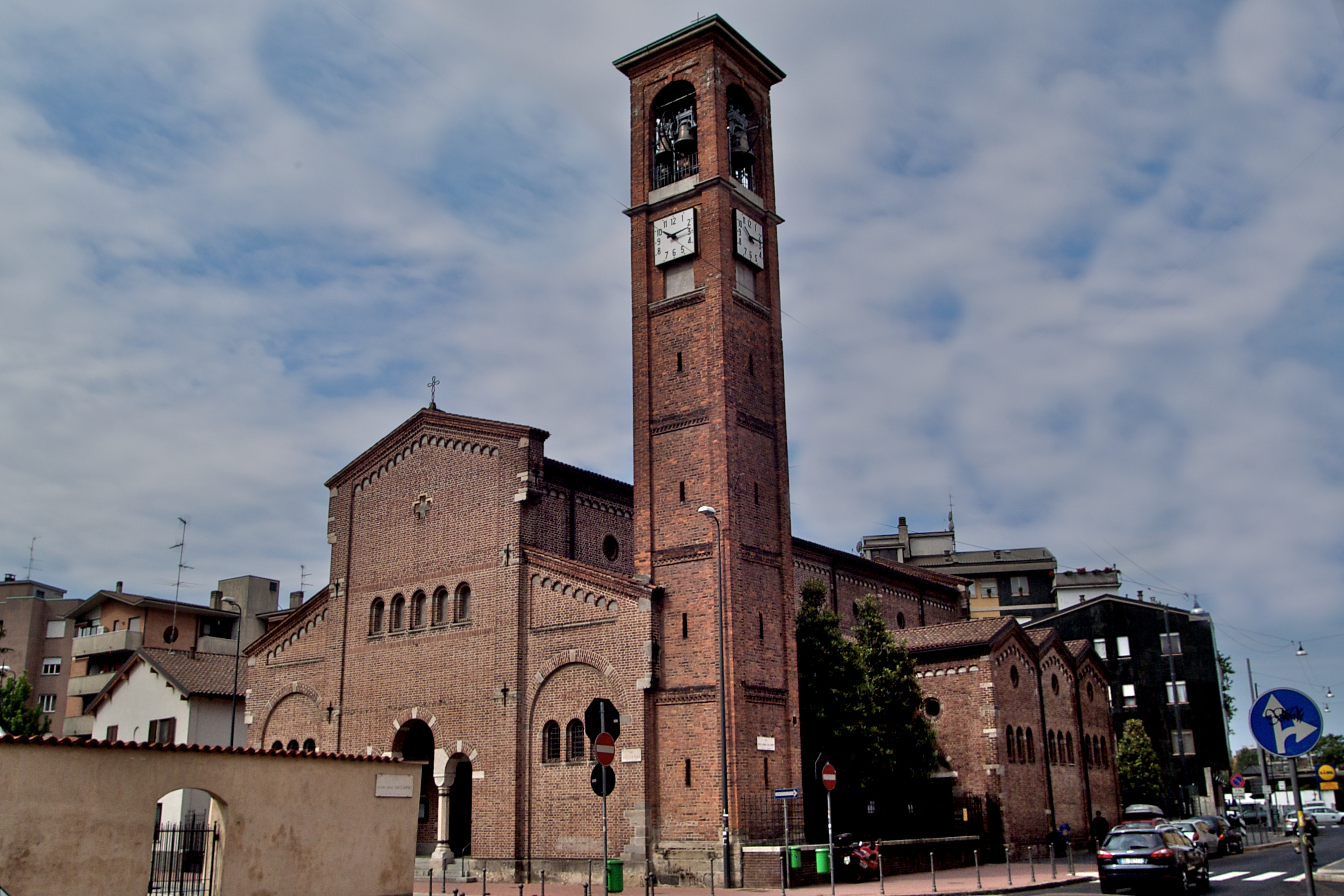
Die Pfarrkirche San Martino in Lambrate
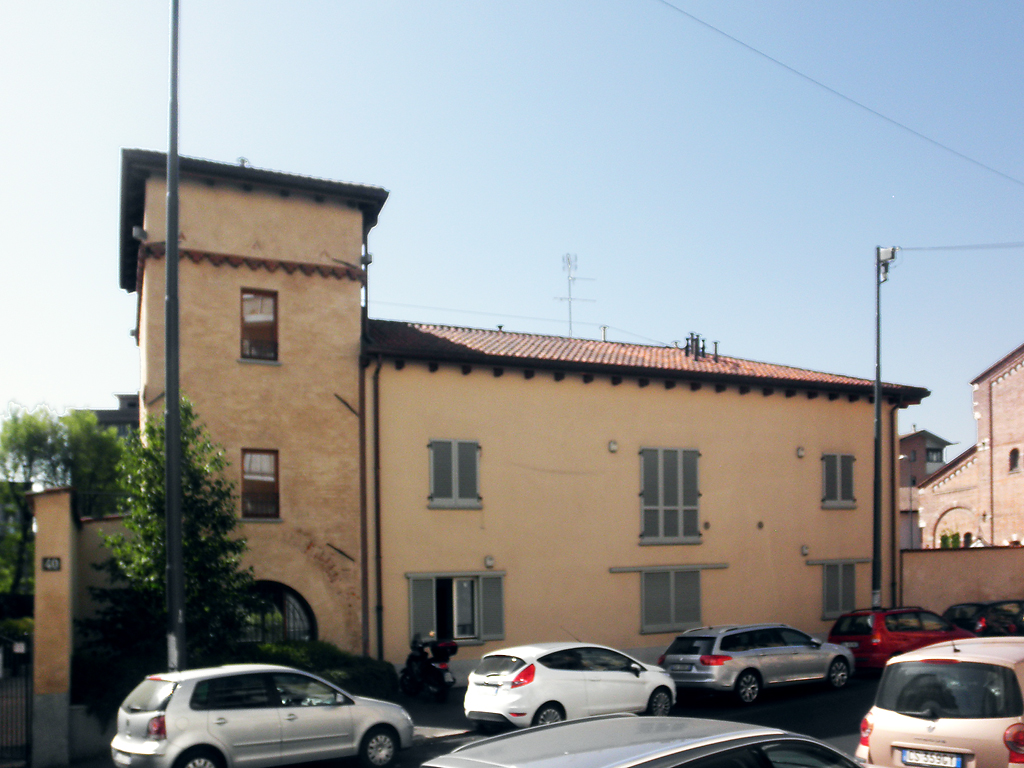
Die Villa Vigoni, ein altes befestigtes Haus